# Schleuderthermometer

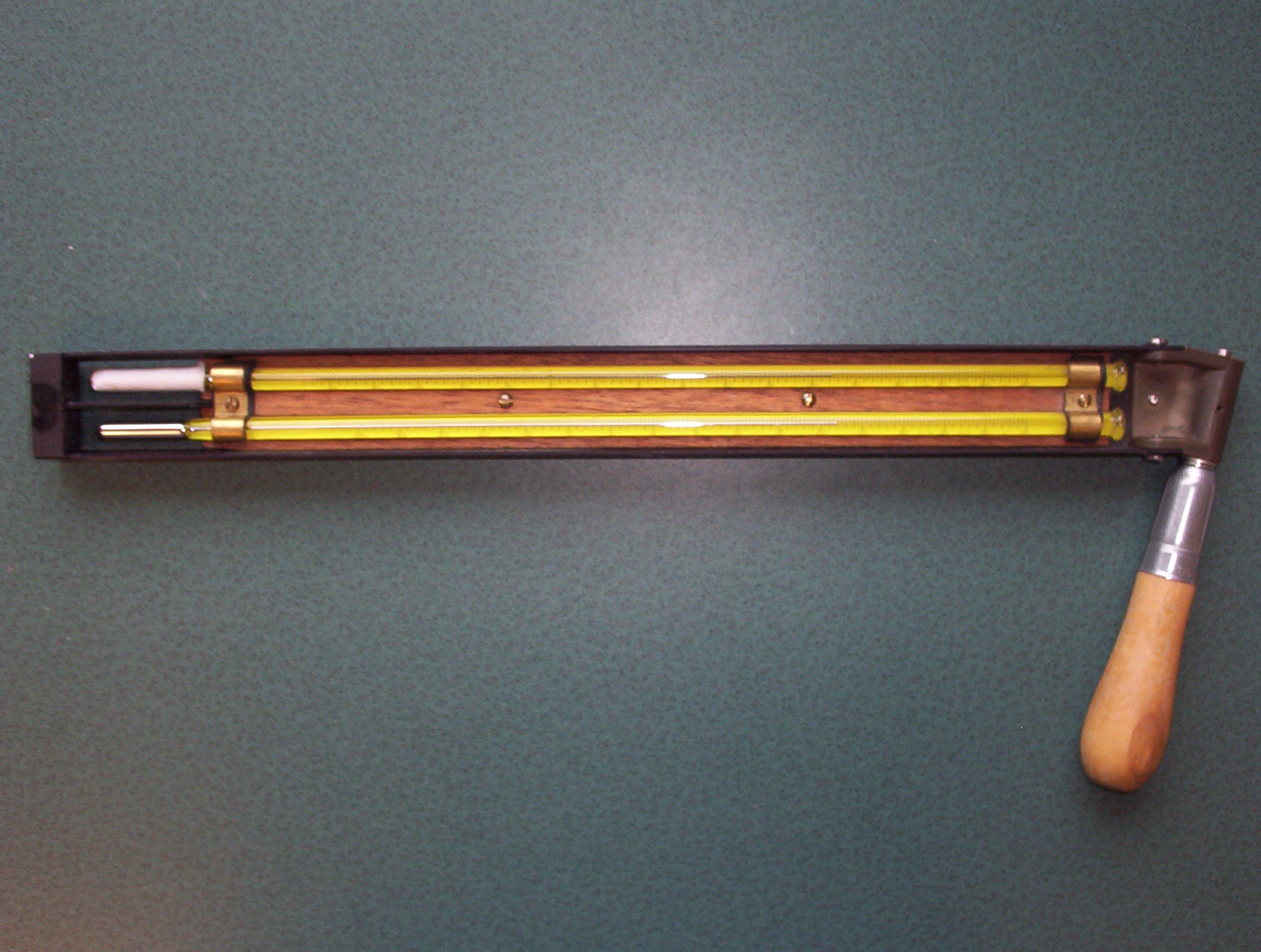
Schleuderthermometer

Als Schleuderthermometer wird ein spezielles Alkohol- oder Quecksilber-Thermometer zur Messung der Lufttemperatur im Freien bezeichnet. Es wird an einer Schnur einige Sekunden lang in Kopfhöhe im Kreis bewegt.
Die durch die hohe Kreisgeschwindigkeit verbesserte Ventilation
- erhöht einerseits die Messgenauigkeit durch raschere Wärmeübertragung,
- verringert gleichzeitig die Halbwertszeit der richtigen Ablesung,
- und vermindert störende Einflüsse von außen – insbesondere durch die Wärmestrahlung von Gebäuden oder der Sonne.

Durch gekonntes "Schleudern" sind Genauigkeiten der Temperaturmessung von 0,2 °C möglich, was 2- bis 5-mal genauer als mit gut aufgehängten Thermometern ist.
Häufige Anwendungen sind in der Astronomie und Geodäsie zur Messung oder Kontrolle des Temperaturfeldes oder der Refraktion, in der Labortechnik und Physik, sowie zur genäherten Kalibrierung ungenauerer Messgeräte wie etwa billiger Wetterstationen, Zimmerthermometer oder einfacher Bimetallstreifen zum Beispiel bei Außenthermometern.
Siehe auch: Thermostat, Assmann-Psychrometer, Messsystem